# Ширгисвалде-Киршау
Ширгисвалде-Киршау (на немски: Schirgiswalde-Kirschau; на горнолужишки: Šěrachow-Korzym) е град в Германия, разположен в окръг Бауцен, провинция Саксония. Към 31 декември 2011 година населението на града е 6759 души.